# 醤油餅
醤油餅（しょうゆもち）とは、米粉に醤油と砂糖を入れて練り上げ、丸めて蒸した愛媛県松山市の郷土菓子。

## 概要
松山市を代表する餅菓子である。

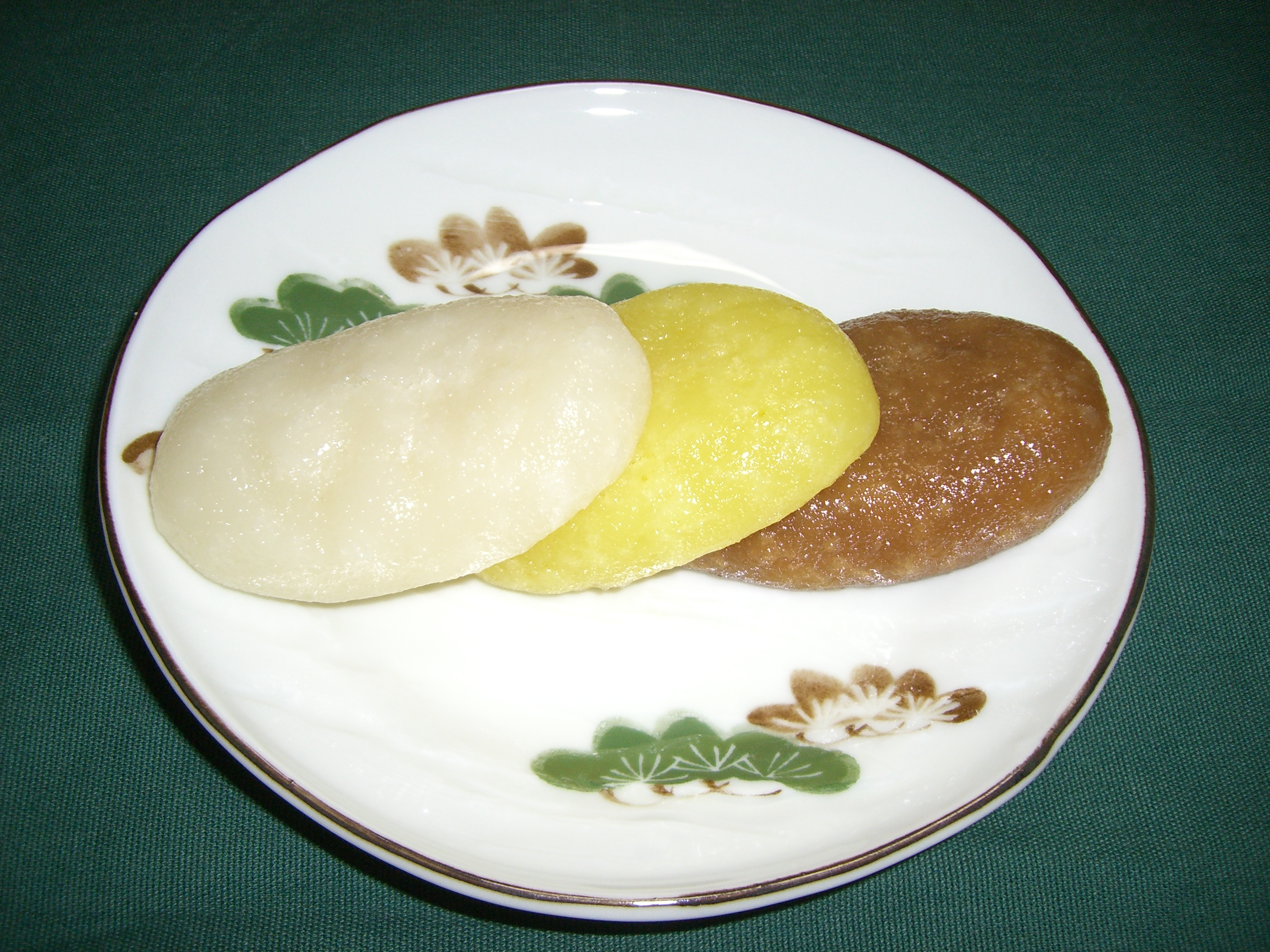
醤油餅（松山市）

江戸時代初期に松山藩主・松平定勝が、桃の節句に家臣の繁栄を願って振る舞ったのが始まりとされている。
その後、桃の節句の際には各家庭でも作られるようになり、松山の「おふくろの味」として伝えられてきた。